# Furacão Carrabelle de 1899
O furacão Carrabelle de 1899 causou danos significativos na República Dominicana e no Panhandle da Flórida. O segundo ciclone tropical e segundo furacão da temporada de furacões no Atlântico de 1899, a tempestade foi observada pela primeira vez ao sul da República Dominicana em 28 de julho de 1899. Pouco tempo depois, atingiu a província de Azua, República Dominicana com uma intensidade equivalente a uma furacão de categoria 1 na atual escala de ventos de furacões Saffir-Simpson. No início de 29 de julho, o sistema enfraqueceu para uma tempestade tropical, pouco antes de emergir no Oceano Atlântico. Em seguida, moveu-se para oeste-noroeste e permaneceu na mesma intensidade pelas próximos 24 horas. A tempestade atingiu a costa perto de Islamorada, Flórida, em 30 de julho. Em seguida, roçou o sudoeste da Flórida antes de emergir no Golfo do México. A tempestade começou a se intensificar novamente em 31 de julho e se tornou um furacão mais tarde naquele dia. No início de 1 de agosto, atingiu o pico com ventos de 160 km/h (100 mph), várias horas antes de atingir a costa perto de Apalachicola, Flórida, com a mesma intensidade. A tempestade enfraqueceu rapidamente para o interior e se dissipou sobre o Alabama em 2 de agosto.
Na República Dominicana, três grandes escunas naufragaram em São Domingos; apenas um membro da tripulação dos três navios sobreviveu. Danos "grandes" foram relatados ao longo das seções costeiras do país, enquanto a perda do serviço telegráfico afetou a maioria das áreas do interior. Na Flórida, os danos na cidade de Carrabelle foram extensos, onde restavam apenas nove casas. As perdas na cidade atingiram aproximadamente $ 100.000 (1899 USD). Pelo menos 57 navios de transporte foram destruídos; os danos desses navios totalizaram coletivamente cerca de $ 375.000. Além disso, 13 navios de madeira foram encalhados. Muitos barcos no porto e no cais de Lanark naufragaram; grande parte das lojas e pavilhões da cidade foram danificados. As cidades de Curtis Mill e McIntyre foram completamente destruídas, enquanto a cidade turística de São Teresa sofreu danos significativos. Ao todo, sete mortes foram confirmadas na Flórida e as perdas no estado chegaram a pelo menos US$ 1 milhão.

## História meteorológica
Um "furacão violento" foi observado pela primeira vez perto da costa sul de Hispaniola às 1200 UTC em 27 de julho. Nas seis horas seguintes, a tempestade atingiu a província de Azua, na República Dominicana, com ventos de 130 km/h (80 mph) – equivalente a um furacão de categoria 1 na escala de vento do furacão Saffir-Simpson dos dias modernos. No início de 28 de julho, enfraqueceu para uma tempestade tropical enquanto se movia para noroeste ao longo do norte do Haiti. Algumas horas depois, a tempestade emergiu no Atlântico perto Porto-da-Paz. O sistema manteve a intensidade por mais de 24 horas enquanto se movia para noroeste e paralelamente à costa norte de Cuba. À 1000 UTC em 30 de julho, a tempestade atingiu a costa em Islamorada, Flórida, em Upper Matecumbe Key, com ventos de 72 km/h (45 mph). Ele enfraqueceu ligeiramente e então se moveu para o mar ou atingiu a parte continental do Condado de Monroe, Flórida. no início de 31 de julho, a tempestade começou a se fortalecer novamente ao entrar no Golfo do México oriental.
HURDAT – o banco de dados de furacões do Atlântico Norte – indicou que o sistema se intensificou em um furacão às 1200 UTC em 31 de julho. Aprofundamento adicional ocorreu, com a tempestade se tornando um furacão de categoria 2 no início de 1 de agosto. Mais tarde naquele dia, o furacão atingiu a costa entre Carrabelle e Eastpoint, Flórida, com ventos de 160 km/h (100 mph). Relatórios em terra firme indicam que a tempestade era pequena, abrangendo um diâmetro de apenas 64 km (40 mi). às 18:00 UTC em 1 de agosto – cerca de uma hora depois de se mover para o interior – uma estação meteorológica mediu a pressão barométrica mínima da tempestade de 979 mbar (28.9 inHg). No início de 2 de agosto, enfraqueceu para uma tempestade tropical e depois para uma depressão tropical várias horas depois. Pouco depois, ele se dissipou no sul do Alabama.

## Impacto

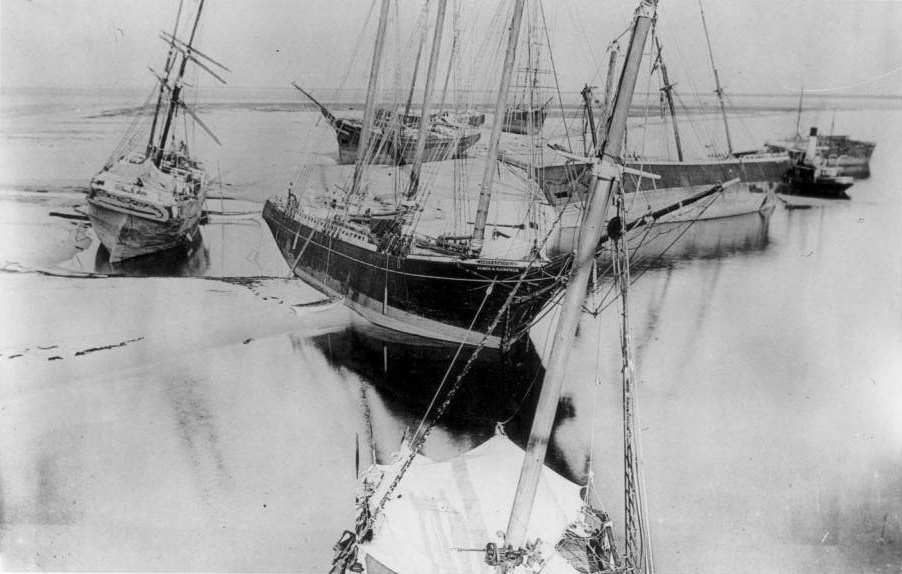
Navios naufragam em Dog Island, na Flórida

Notícias indicam que um furacão "violento" atingiu a República Dominicana em 28 de julho. Três grandes escunas naufragaram em Santo Domingo; apenas um membro da tripulação dos três navios sobreviveu. Danos "grandes" foram relatados ao longo das seções costeiras do país, enquanto a perda do serviço telegráfico afetou a maior parte das áreas do interior.
Devido às condições meteorológicas "algo ameaçadoras" em 30 e 31 de julho, avisos foram emitidos para estações em toda a Flórida, alertando sobre o potencial de ventos fortes. Como resultado, 40 navios, escunas costeiras e esponjas permaneceram no porto de Cedar Key. De acordo com o expositor em Cedar Key, "eles [os navios e marinheiros] teriam navegado e alguns teriam se perdido" se não tivessem recebido avisos.

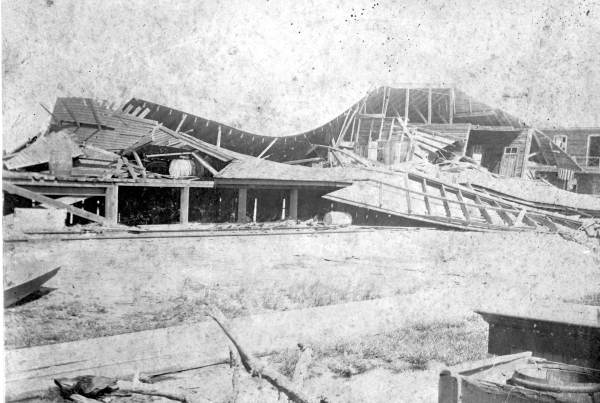
O edifício ferroviário destruído em Carrabelle, Flórida

Na época da tempestade, foi descrito como "o ciclone mais desastroso que já visitou esta seção da Flórida". Perdas da tempestade na Flórida atingiram pelo menos US$ 1 milhão. A cidade de Carrabelle foi devastada, pois restavam apenas nove casas na cidade. Segundo o prefeito, cerca de 200 famílias ficaram desabrigadas. O New York Times afirmou que "Carrabelle foi literalmente apagado do mapa." As perdas na cidade chegaram a aproximadamente $ 100.000. Uma fatalidade ocorreu em Carrabelle quando uma casa desabou sobre uma mulher; Muitas outras pessoas na área sofreram ferimentos. Pelo menos 57 navios de transporte foram destruídos, incluindo 14 barcas, 40 pequenos barcos, e 3 barcos piloto. As perdas para esses navios totalizaram coletivamente cerca de $ 375.000. Em Chattahoochee, então conhecido como River Junction, uma reunião em massa de cidadãos foi realizada em 4 de agosto para arrecadar dinheiro para as vítimas da tempestade em Carrabelle.
Além disso, 13 navios de madeira foram encalhados. Uma seção de 48 km parte da da Ferrovia de Carrabelle, Tallahassee e Georgia foi arrastada. Um trem de passageiros capotou com o vento mais de 100 metros da pista, ferindo muitos passageiros. Muitos barcos no porto e no cais de Lanark naufragaram. O resort de verão local de Lanark Inn foi lançado no Golfo do México. Grande parte das lojas e pavilhões da cidade foram danificados. Em McIntyre, praticamente toda a cidade foi destruída, exceto por apenas duas caldeiras de moinho. A cidade de Curtis Mill foi completamente destruída. Além disso, a cidade turística de São Teresa sofreu danos significativos. Um total de quinze navios foram destruídos ou encalhados na Ilha Dog, incluindo o Benjamin C. Cromwell e o James A. Garfield. Pelo menos 15 pessoas foram dadas como desaparecidas. Seis mortes por afogamento foram confirmadas em associação com esta tempestade.